# Dendrelaphis calligastra
Dendrelaphis calligastra là một loài rắn trong họ Rắn nước. Loài này được Günther mô tả khoa học đầu tiên năm 1867.

## Hình ảnh

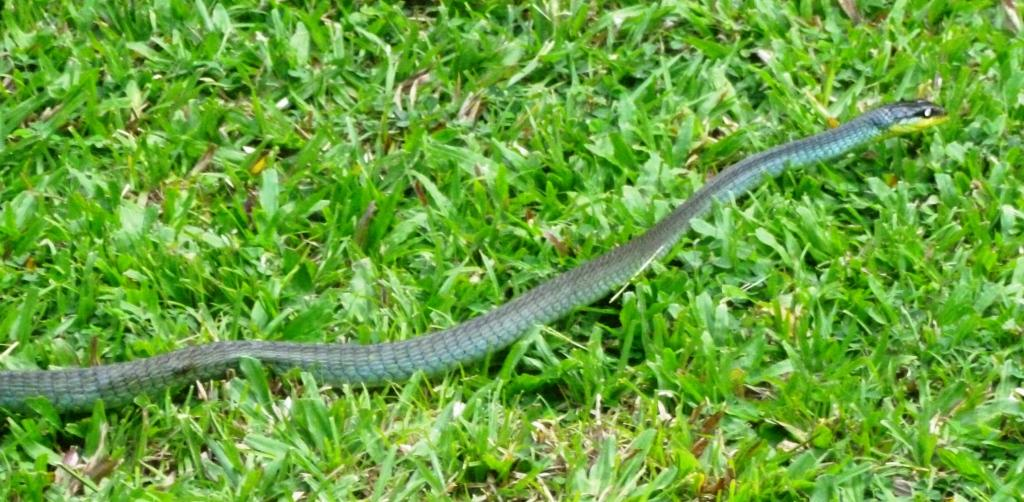